# Palazzo Cenci
Palazzo Cenci è parte di un insieme di edifici di Roma, situato nel rione Regola, nell'area detta Monte Cenci. Gli edifici sono stati costruiti nei pressi dell'antico Circo Flaminio. La Chiesa di San Tommaso ai Cenci, che si trova sulla piazzetta in Via Monte de' Cenci, sorge sui resti di una porzione del Circo Flaminio (magazzini o botteghe). Il complesso è delimitato da Piazza delle Cinque Scole, via di Santa Maria de' Calderari, via dell'Arco de' Cenci, Vicolo dei Cenci, Piazza Cenci, via Beatrice Cenci. In origine anche l'isolato compreso tra Via Monte de' Cenci e Via di S. Bartolomeo dei Vaccinari faceva parte delle case fortificate dei Cenci.

## Storia
E' errata l'attribuzione del possesso dell'area del Monte Cenci ai Crescenti. Questa famiglia aveva le sue case più a sud, nell'area compresa tra il Teatro di Marcello ed il Tempio di Portuno nei pressi della Chiesa di Sant'Omobono, i cui resti purtroppo non sono più identificabili a causa degli sventramenti per l'apertura della Via del Mare, l'odierna Via L. Petroselli. 
Parimenti errata è l'attribuzione che la costruzione del Monte Cenci sia stata fatta sulle rovine del Teatro di Balbo o della Crypta Balbi. A seguito rilievi e scavi degli anni '60 del XX secolo, si è accertato che il Teatro di Balbo ed il suo Criptoportico si trovano nel castrum aureum, cioè l'area compresa tra Via dei Funari e Via delle Botteghe Oscure.
Gli edifici del Monte Cenci furono edificati nel corso dei secoli, e probabilmente a seguito di conflitti medievali, il Monte Cenci fu trasformato in una sorta di castello dominante la pianura circostante con residenze, chiese, archi, mura ed almeno quattro torri (tre inglobate nel Palazzo più grande ed una più esterna demolita nel 1888 durante la costruzione dei Muraglioni sul Tevere). I Cenci, già nel XIV secolo, risultano attestati in loco come proprietari di un balneum e di una torre fortificata. Il palazzo stesso assunse la configurazione attuale tra il 1570 e il 1585.  Nell'antica San Tommaso dei Cenci una lapide del 1114, oggi nell'atrio laterale, ricorda la consacrazione dell'altare maggiore e della deposizione di reliquie "per mano di Pietro arcipresbitero e di Cencio Vescovo della Sabina". Nel 1453 i Cenci ottennero il giuspatronato della Cappella della Madonna della Sbarra. Nel 1554 Rocco Cenci ottenne da Giulio III il giuspatronato della chiesa.
I Cenci accumularono ricchezze attraverso il commercio e le attività bancarie e, grazie ai legami con i papi e agli incarichi nel Comune e nella Curia romana, acquisirono anche proprietà fuori città e titoli nobiliari. Alla fine del XVI secolo la famiglia era composta da quattro rami con più di 200 membri che occupavano i vari palazzi gentilizi sul Monte Cenci.

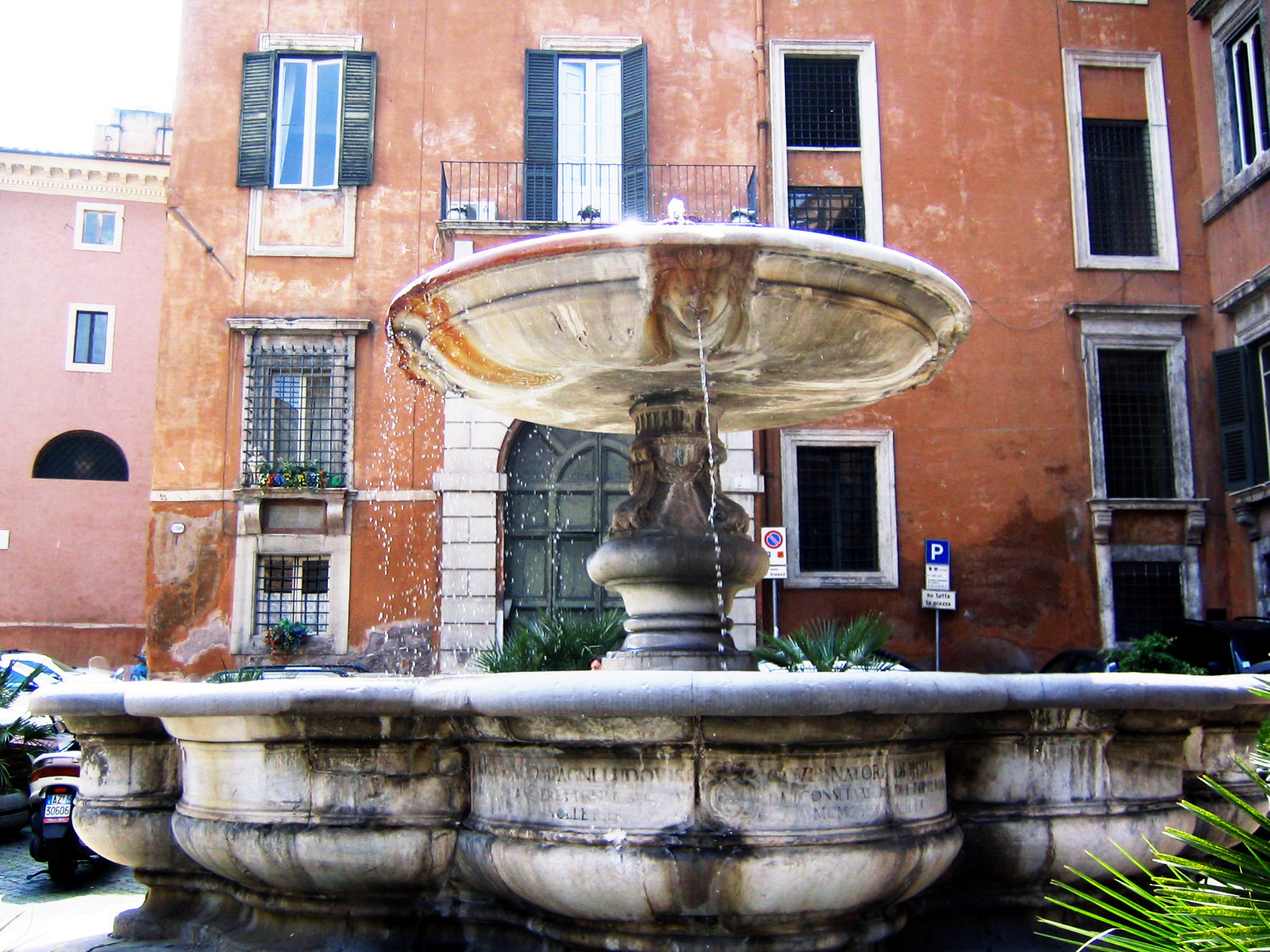
La Fontana del Pianto con il Palazzo Cenci sullo sfondo. Attualmente in Piazza delle Cinque Scole, anticamente era al centro di Piazza Giudìa, nel cuore del Ghetto di Roma.

Sebbene la facciata principale del palazzo sia quella rivolta verso via Monte de' Cenci, è la facciata posteriore 
su Piazza Cenci a essere sempre considerata la più importante e caratteristica, probabilmente a causa della leggenda che Beatrice Cenci avrebbe abitato lì, nel più vecchio dei due edifici bifamiliari, il cui ingresso è un arco con scalinata sormontata da una graziosa loggia ornata di pilastri con capitelli di ionico e conchiglie oltre ad una finestra con cornice a stucco del XVIII secolo.
In questo punto un fregio a rilievo corona il cornicione del terzo piano con le mezzelune dei Cenci e le aquile dei Lante, a ricordare il matrimonio di Ludovico Cenci con Laura Lante nel 1575. All'interno si trova un'elegante scala a chiocciola.
Nel secondo edificio, annesso al primo, rivestito in semplice intonaco e contiguo al cosiddetto Arco dei Cenci, vi è un secondo portale sormontato da volute e una targa sul muro informa che la struttura risale al XVI secolo. L'arco collega questo edificio ad un altro detto Palazzetto Cenci, progettato da Martino Longhi il Vecchio, alla metà del XVI secolo. Il palazzetto ha una facciata distinta in pietra liscia con angoli in blocchetti rustici.
Da notare il portale, fiancheggiato da finestre incorniciate da architravi su un cornicione marcapiano.
L'Arco dei Cenci è ricordato per una leggenda: sotto l'arco sorgeva, in passato, un'immagine sacra della Vergine Maria davanti alla quale due uomini duellavano armati di coltelli. La storia racconta che uno di loro, chiaramente sconfitto, pregò l'altro di non ucciderlo e quest'ultimo, commosso dalla richiesta, ripose il coltello e cercò di abbracciare lo sconfitto. Quest'ultimo, a tradimento, lo pugnalò per vendetta. La Vergine, di fronte a tanto male, cominciò a piangere e il luogo, una volta diffusa la notizia, divenne meta di pellegrinaggio da tutte le parti della città. L'affluenza fu tale che la sacra immagine dovette essere portata nella vicina chiesa di San Salvatore in Cacabariis, la quale venne ribattezzata Santa Maria del Pianto.

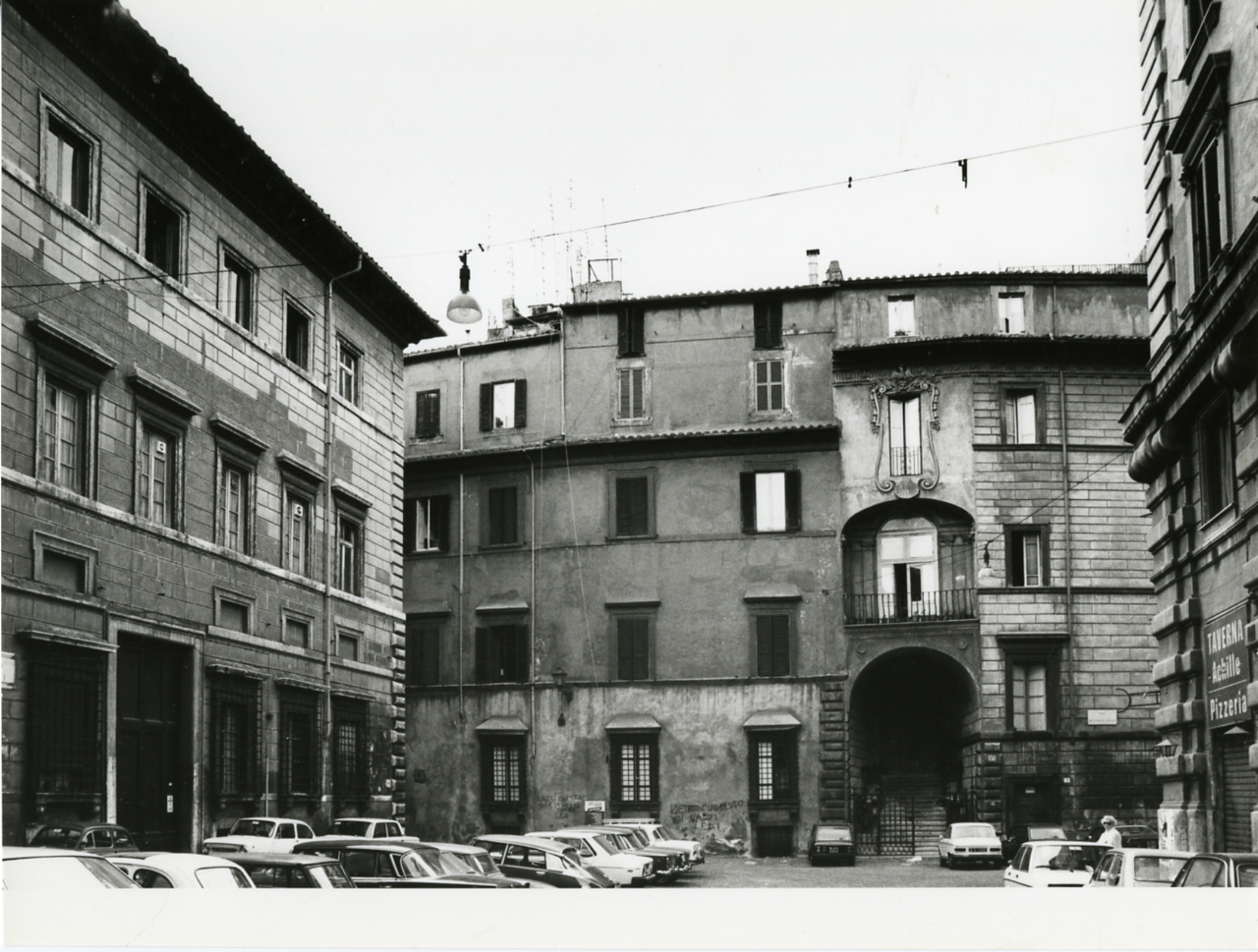
Vista di Piazza dei Cenci; a sinistra il Palazzetto Cenci.

## Altri palazzi Cenci in Roma
- Palazzo Cenci alla Dogana oggi Palazzo Maccarani Stati o De Brazzà, architetto Giulio Romano.

- Palazzo Cenci Bolognetti al Gesù costruito da Ferdinando Fuga nel 1737 per il conte Alessandro Petroni, proprietario del Palazzo Petroni, di fronte alla Chiesa di Gesù, e successivamente pervenuto ai Cenci Bolognetti per matrimonio.

- Palazzo Bolognetti o Cenci Bolognetti a Piazza Venezia (distrutto per i lavori della Piazza dopo essere stato comprato da Giovanni Torlonia)[2].

## Beatrice Cenci
Al palazzo e alla famiglia Cenci è legato il dramma che sconvolse l'intera Roma. Beatrice Cenci, appena sedicenne, fu accusata, insieme alla matrigna, Lucrezia, e ai fratelli Giacomo e Bernardo, di aver ucciso il padre, Francesco Cenci, persona malvagia e violenta e, secondo alcuni, di inclinazioni incestuose. In realtà, l'incesto non fu mai provato ma è dovuto alla tesi difensiva dell'avvocato dei Cenci Prospero Farinacci, fu poi ripresa da alcuni come fatto vero. La tragedia si svolse nel castello di proprietà dei Colonna, in Petrella Salto, in provincia di Rieti dove Francesco Cenci rinchiuse la seconda moglie Lucrezia Petroni e la figlia Beatrice, mentre i figli Giacomo e Bernardo erano rimasti a Roma. Francesco fu rinvenuto morto a seguito della caduta da un ballatoio in legno. La polizia pontificia, però formalizzò un'accusa contro la moglie e i tre figli asserendo che Francesco fosse stato colpito ripetutamente alla testa e poi gettato dal ballatoio per simulare un incidente. Le attenuanti furono ignorate, al Farinacci fu persino impedito di entrare in Tribunale e pronunciare l'arringa conclusiva. 
Ci furono diverse richieste di clemenza al pontefice senza risultati perché, si disse, che Clemente VIII volesse dare un esempio alle famiglie nobili romane colpevoli di numerosi episodi di violenza.
Lucrezia e Beatrice furono decapitate l'11 settembre 1599 nella piazza di Ponte S. Angelo. Dopo di loro fu squartato Giacomo. Bernardo, perché minorenne, fu costretto ad assistere al supplizio dei fratelli e della matrigna e poi condannato a vent'anni di remo sulle galere pontificie. Dopo le esecuzioni, e la confisca di tutti i beni dei Cenci di quel ramo, e nonostante l'esistenza del fidecommesso Cenci che avrebbe impedito la confisca, il papa firmò l'atto di trasferimento dei beni dei Cenci al proprio nipote Pietro Aldobrandini. Le cause allo Stato Pontificio per la violazione del fedecommesso intentate dai Cenci dell'altro ramo e dallo stesso Bernardo, quando fu liberato, durarono fino al 1699, cento anni dopo la morte di Beatrice, e poterono recuperare solo una piccola parte dei beni confiscati.
Bernardo morì indigente.
Secondo la tradizione popolare, il fantasma di Beatrice si aggira per la zona di Palazzo Cenci quando torna a visitare la sua vecchia stanza. La notte dell'11 settembre, anniversario della sua decapitazione, la si vede attraversare il Ponte Sant'Angelo con la testa sotto il braccio. Un presunto ritratto di Beatrice, dipinto da Guido Reni, ispirò molti artisti e poeti successivi, tra cui Stendhal, Shelley e Dickens.